# Martin Pfeifer (Floorballspieler)
Martin Pfeifer (* 17. Oktober 1984 in Klagenfurt) ist ein ehemaliger österreichischer Floorballspieler. Derzeit spielt er für den KAC Floorball.

## Sportliche Laufbahn
Martin Pfeifer gehörte zum KAC-Floorball-Meisterteam von 2003. Vor der Saison 2002/03 wurde der damals 18-Jährige zusammen mit seinem jüngeren Bruder Andreas zum KAC geholt. Nach der Saison verließ er den Verein wieder, um sich dem Eishockey zu widmen. Anfang 2015 musste er aufgrund einer durchs Eishockey entstandenen Verletzung pausieren; so fragte ihn sein Bruder Andreas, der damals Spielertrainer war, ob er nicht wieder mittrainieren wolle.
Daraufhin spielte er ein halbes Jahr für das Farmteam, ehe er wieder in der Bundesliga am Feld stand. Mit Ende der Saison 2018/19 beendete er nach 17 Jahren sein aktive Laufbahn.